# Brezovica (gmina Šmarješke Toplice)
Brezovica – wieś w Słowenii, w gminie Šmarješke Toplice. W 2018 roku liczyła 228 mieszkańców.